# Chthonius cavernarum
Chthonius cavernarum es una especie de arácnido  del orden Pseudoscorpionida de la familia Chthoniidae.

## Distribución geográfica
Se encuentra en Rumania y en  los territorios que antes se llamaban Yugoslavia.